# Jonatan Hellvig
Jonatan Hellvig (Lidingö, 5 de outubro de 2001) é um jogador de vôlei de praia sueco, medalhista de ouro nos Jogos Olímpicos da Juventude em 2018 na Argentina, também campeão mundial na categoria Sub-21 em 2021 na Tailândia, alcançou a medalha de ouro em todas as categorias continentais,  na Sub-18 em 2018 na Chéquia, e no mesmo país na Sub-20 de 2020, já na Áustria obteve no Sub-22 em 2021, e neste mesmo ano categoria adulto na Alemanha.

## Carreira
Na modalidade de voleibol de quadra (indoor), em 2018 representou  seu país nas categorias de base  Sub-18 nas qualificatória européia e na categoria Sub-20 e estava vinculado ao time de voleibol de quadra(indoor) RIG Falköping disputava a elite nacional sueca.
Na temporada de 2018, alcançou o quarto lugar na etapa Satélite de Göteborg e estava ao lado de Alexander Annerstedt e juntos estrearam no circuito mundial, no torneio três estrelas de Lucerna, quando terminaram na quadragésima primeira posição, depois, passou a formar dupla com David Åhman e finalizaram na nona posição no torneio uma estrela de Aidim, sagrando-se campeões da CEV Continental Cup Final, realizado em Baden, terminando em quinto no Campeonato Europeu Sub-20 em Anapa e foram medalhistas de ouro no Campeonato Europeu Sub-18 de Brno e ainda foram medalhistas de ouro nos  Jogos Olímpicos da Juventude realizado em Buenos Aires, terminaram em quarto lugar na etapa de Göteborg pelo circuito NEVZA alcançou o quarto posto. 
Continuou em 2019, formando dupla com David Åhman, alcançando o vigésimo quinto lugar na edição do Campeonato Mundial de Voleibol de Praia Sub-21, sediado em Udon Thani e no circuito mundial, terminaram na quinta posição nos torneios uma estrela de Göteborg e Oslo, nona posição no torneio três estrelas de Aidim, vigésima primeira posição no torneio uma estrela de Baden, trigésimo terceiro posto no troneio três estrelas de Qinzhou e o primeiro pódio no torneio uma estrela de Doha.
Em mais uma temporada ao lado de David Åhman, conquistaram a etapa de Montpellier no circuito francês, alcançando a nona posição no torneiro duas estrelas de Phnom Penh, mesmo posto obtido no Campeonato Europeu Sub-22 em Esmirna e a medalha de ouro no Campeonato Europeu Sub-20 de Brno.
Em 2021, outra vez com David Åhman, sagraram-se medalhista de ouro no Campeonato Europeu de Voleibol de Praia Sub-22 em Baden e medalhista de ouro no Campeonato Mundial de Voleibol de Praia Sub-21 em Phuket.Nesta temporada ainda competiu no circuito mundial, terminando em nono no Aberto de Katara, quadragésimo primeiro posto no I evento em Cancun (torneio quatro estrelas), vigésimo quinto lugar no II evento em Cancun (quatro estrelas) e trigésimo terceiro lugar no III evento em Cancun (quatro estrelas), no quatro estrelas de Sochi terminaram em trigésimo terceiro posto, no quatro estrelas de Ostrava em vigésimo quinto lugar , no quatro estrelas de Itapema em quinto lugar e alcançaram o bronze no torneio duas estrelas de Praga.
Ao lado de com David Åhman, na categoria adulta também conquistaram o título no Campeonato Europeu realizado em Munique; já no circuito mundial,  terminaram na quinta posição no Challenge de Tlaxcala, na etapa de Rosarito do Elite 16 finalizou na vigésima primeira posição e na etapa de Ostrava do Elite 16 alcançou o décimo sétimo posto, ainda conquistaram o título do Challenge de Kuşadası.

## Títulos e resultados
- Elie 16 de Hamburgo do Circuito Mundial de Vôlei de Praia de 2023
- Elie 16 de Tepic do Circuito Mundial de Vôlei de Praia de 2023
- Challenge de Kuşadası do Circuito Mundial de Vôlei de Praia de 2022
- Elite 16 de Doha do Circuito Mundial de Vôlei de Praia de 2024
- Elie 16 de Doha do Circuito Mundial de Vôlei de Praia de 2023
- Torneio 2* de Praga do Circuito Mundial de Vôlei de Praia de 2021
- Torneio 1* de Doha do Circuito Mundial de Vôlei de Praia de 2019